# Petersgrätz
Petersgrätz, polnisch Piotrówka [pjɔˈtrufka], Schlesisch (polnischer Dialekt) Piytrōwka, ist ein Dorf in Oberschlesien in der Gemeinde Himmelwitz (Jemielnica) im Powiat Strzelecki in der Woiwodschaft Oppeln.
Petersgrätz ist ein Straßendorf und liegt 27 km östlich von der Woiwodschaftshauptstadt Opole und rund 9 km von der Kreisstadt Strzelce Opolskie entfernt.

## Geschichte

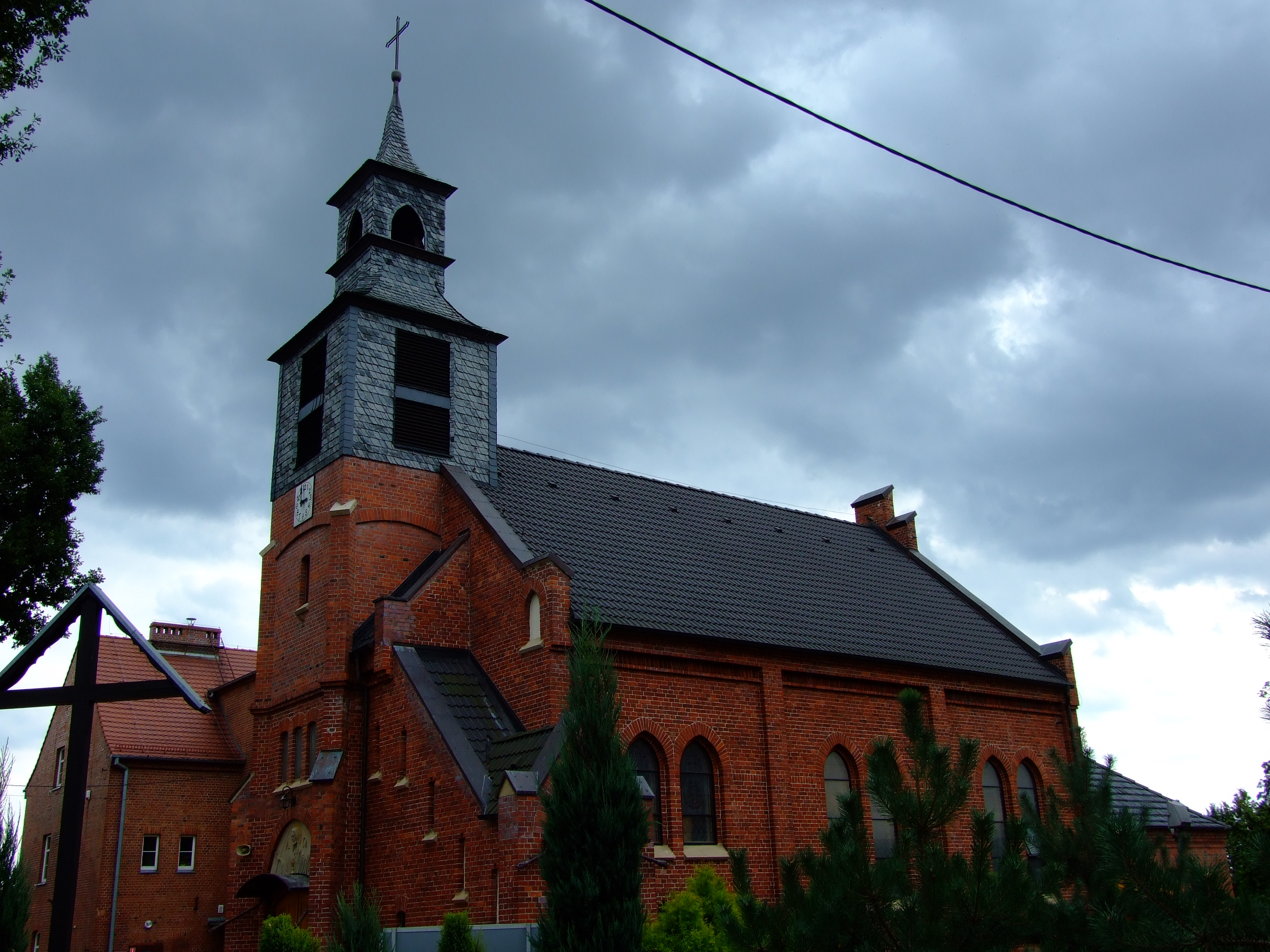
Pfarrkirche

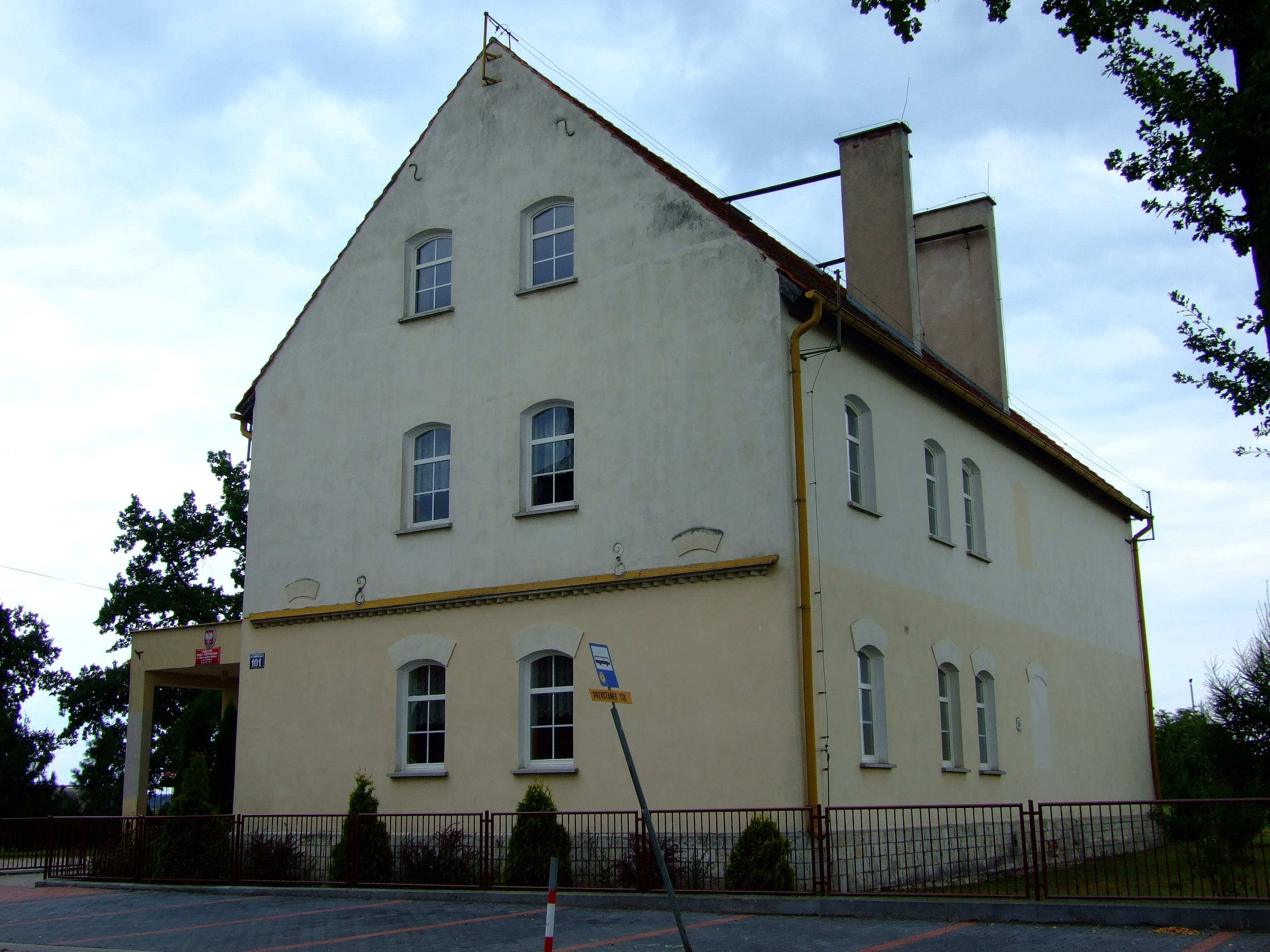
Grundschule

Die Kolonie Petersgrätz wurde 1832 als schnurgerades Straßendorf von 60 Kolonisten aus Friedrichsgrätz gegründet. Petersgrätz war eine Filiale der dortigen Böhmischen Brüdergemeinde (Hussiten). Benannt wurde Petersgrätz nach Pastor Peter Schikora, der aktiv an der Ortsgründung beteiligt war. 1841 wurde eine evangelische Schule eröffnet, die 1882 durch einen Neubau ersetzt wurde, 1892 folgte eine evangelische Kirche.
Bei der Volksabstimmung in Oberschlesien 1921 stimmten 639 Einwohner für Deutschland und 169 für Polen – Petersgrätz verblieb im Deutschen Reich.
Im Verlauf des Dritten Aufstands in Oberschlesien im Jahr 1921 war Petersgrätz von den Kampfhandlungen und politischen Spannungen betroffen. Aufgrund der mehrheitlich deutschfreundlichen Haltung der Bevölkerung kam es zu Repressionen durch polnische Aufständische. Mehrere männliche Einwohner verließen vorübergehend das Dorf, da sie sich Einschüchterungen und Misshandlungen ausgesetzt sahen. Erst nach dem Abzug der polnischen Einheiten am 29. Juni 1921 konnten sie in ihre Häuser zurückkehren.
Im Jahr 1932 zählte Petersgrätz insgesamt 1535 Einwohner. Davon gehörten 1225 Personen aus 270 Familien der evangelischen Kirche an, während 70 Familien katholisch waren. Die Tschechische Sprache blieb weiterhin die hauptsächliche Alltagssprache. Unter den katholischen Einwohnern wurde vorwiegend Schlesisch gesprochen. Gleichzeitig setzte sich das Deutsche zunehmend als Umgangssprache durch.
1939 zählte Petersgrätz 1525 Einwohner. 1225 waren evangelisch, die übrigen katholisch.
1945 kamen 72 Familien ins Arbeitslager in Błotnica Strzelecka (Blottnitz). 1945 wurde der größte Teil der Bewohner vertrieben und Polen aus den an die Sowjetunion gefallenen Orten Biłka Królewska und Rodatycze angesiedelt. Der Ort wurde zunächst in Piotrogród umbenannt, später wurde der Ortsname in Piotrówka geändert. Die nunmehr katholische Ortsbevölkerung übernahm die evangelische Kirche, 1946 wurde eine eigene Parochie Piotrówka gegründet.
Im November 2008 wurde auch der deutsche Ortsname Petersgrätz amtlich.

## Sehenswürdigkeiten
- katholische Pfarrkirche Mariä Empfängnis von 1892
- Friedhof
- Grundschule von 1882

## Wappen

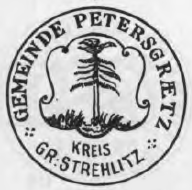
Altes Siegel der Gemeinde

Alte Siegel und Stempel des Ortes zeigen eine Fichte, auf der ein Vogel sitzt. Es weist auf den ländlichen und von Wäldern geprägten Charakter des Ortes hin.